# Südpazifikspiele 1966
Die Südpazifikspiele 1966 (engl. South Pacific Games 1966) wurden vom 8. bis zum 18. Dezember 1966 in Nouméa, der Hauptstadt des französischen Überseegebiets Neukaledonien, ausgetragen. Diese Spiele waren die 2. Auflage der Südpazifikspiele.
Insgesamt nahmen 1200 Athleten aus vierzehn Nationen und Territorien teil. Sie kämpften unter anderem in den Sportarten Leichtathletik, Basketball, Boxen, Netball, Rugby, Fußball, Schwimmen, Tischtennis, Tennis und Volleyball bei 86 Wettbewerben um 258 Medaillen. Marie-José Kersaudy, eine zwölfjährige Schwimmerin vom Team Neukaledonien, war mit sieben Goldmedaillen erfolgreichste Teilnehmerin.

## Medaillenspiegel
| Platz  | Land                   | Gold | Silber | Bronze | Gesamt |
| ------ | ---------------------- | ---- | ------ | ------ | ------ |
| 1      | Neukaledonien          | 39   | 30     | 30     | 99     |
| 2      | Fidschi                | 19   | 23     | 17     | 59     |
| 3      | Französisch-Polynesien | 13   | 8      | 9      | 30     |
| 4      | Papua und Neuguinea    | 5    | 11     | 13     | 31     |
| 5      | Westsamoa              | 4    | 4      | —      | 8      |
| 6      | Nauru                  | 4    | 2      | —      | 6      |
| 7      | Tonga                  | 1    | 1      | 1      | 3      |
| 8      | Cookinseln             | 1    | —      | —      | 1      |
| 9      | Amerikanisch-Samoa     | —    | 4      | 1      | 5      |
| 10     | Wallis und Futuna      | —    | 2      | 12     | 14     |
| 11     | Britische Salomonen    | —    | 1      | 1      | 2      |
| 12     | Neue Hebriden          | —    | —      | 2      | 2      |
| Gesamt | Gesamt                 | 86   | 86     | 86     | 258    |